# Pierre-Antoine de Rascas de Bagarris
Pierre-Antoine Rascas, sieur de Bagarris et du Bourguet, dit « le Cimeliarque », né le 15 février 1569 à Aix-en-Provence où il est mort le 14 avril 1620, est un numismate et archéologue français.

## Biographie
Fils de Guillaume, premier consul à Aix, Rascas a formé de bonne heure, dans sa ville natale, où il exerçait la profession d’avocat, un des plus riches cabinets de son temps. En 1608, appelé à Fontainebleau par Henri IV, à qui il a montré des médailles romaines et des pierres gravées, il a été chargé par celui-ci de réorganiser les collections royales. Devenu Maitre des cabinets, médailles et antiques du roi, il a pris le titre de « ciméliarque » ou « ciméliarche », c’est-à-dire « gardien d’objets précieux ».
Il s’est immédiatement mit de suite en campagne et, grâce à lui, l’établissement royal a définitivement été constitué. Il se disposait à composer une histoire du roi par les médailles, quand celui-ci a été assassiné. Découragé, le gentilhomme provençal a repris le chemin de la Provence, ramenant sa collection de médailles et de pierres gravées, qu’il avait fait venir dans l’espoir de la vendre au roi, pour lesquelles Louis XIII ne témoignait que de l’indifférence. Il a reçu, comme dédommagement, le titre assez singulier d’Intendant des mers atlantiques du roi. Peiresc a visité son cabinet pendant qu’il était encore à Paris, en 1612.
Publié après sa mort, le catalogue de Bagarris, est imprimé sous le titre de : Curiositez pour la confirmation de l’histoire tant Grecque et Romaine que des barbares et Goths, consistant en anciennes monnoyes, médailles et pierres précieuses, tant gravées en creux que taillées en basreliefs. Le tout est dans Aix en Provence, soubz l’indication de M. Anthoine Escarard ; orfèvre, ou de M. Estienne David, imprimeur du roy de la mesme ville. Le livre est traité avec soin ; c’est l’œuvre d’un antiquaire, et tout porte à croire que Bagarris lui-même en est l’auteur. Peut-être l’avait-il composé pour édifier le roi sur la valeur de son cabinet, et ses héritiers, trouvant un inventaire de sa main, l’ont-ils publié pour faciliter la vente.
Le catalogue se divise en deux parties : la première comprend les médailles et les monnaies, recueil considérable et d’un choix excellent. La seconde concerne les pierres gravées ; elles sont au nombre de 957, « toutes de considération, tant pour leur beauté naturelle et grandeur des unes, que par les louables sujets qui y ont esté représentez par les plus excellens graveurs de l’antiquité. » Cette partie du catalogue est sommaire, et l’auteur parait moins préoccupé de dresser un inventaire que d’exposer une théorie générale sur l’utilité de ces monuments pour l’histoire.
La veuve de Bagarris a longtemps conservé ce précieux cabinet sans pouvoir s’en défaire, mais elles ont néanmoins terminé au Cabinet des médailles lorsque, en 1660, Brienne a acheté les médailles 1 800 livres, avant de s’en défaire en faveur de Charles Patin qui les a vendues, à son tour, en détail au Roy et à plusieurs autres ». Quant à la plus grande partie des pierres, l’apothicaire aixois Toussaint Lauthier, d’Aix, les a achetées pour 2 000 livres, et un de ses fils les a cédées au roi. On y remarque, entre autres pièces curieuses, le Mécène de Dioscoride, et un Sacrifice sur jaspe sanguin, ainsi que le Silène ivre et le cachet de Michel-Ange, qui passaient alors pour antiques et qu’on a reconnues depuis pour des imitations de la Renaissance.
Il a laissé un petit traité de numismatique fort rare sur la nécessité de l’usage des médailles dans les monnaies.

## Publications
- La Nécessité de l’usage des médailles dans les monoyes, Paris, J. Berjon, 1611, 6 ff. limin., 26 (OCLC 492789047).